# Enlil-bani

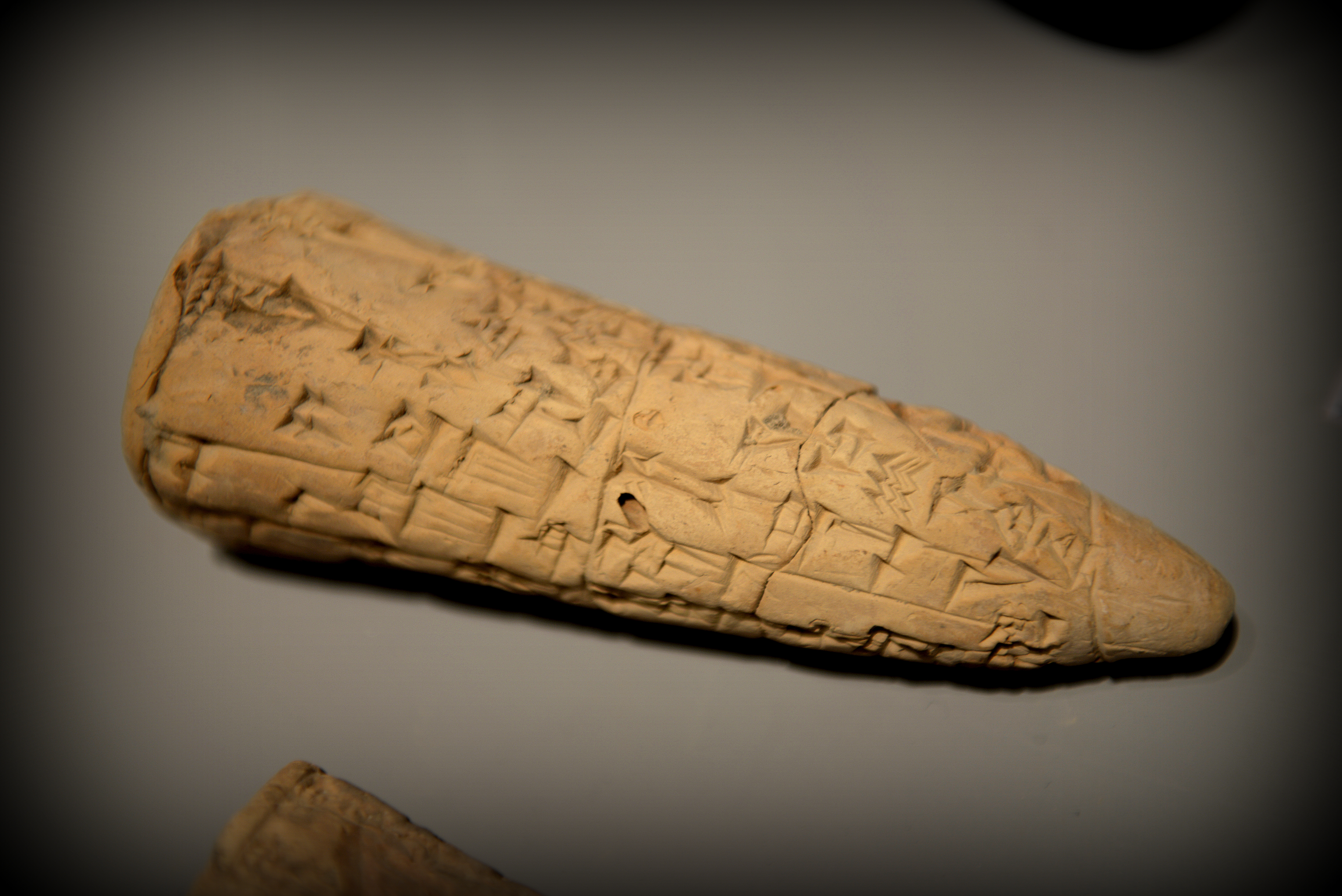
Grabados que mencionan a Enlil-bani.

Enlil-bāni,En-líl-dù o En-líl-ba-ni ca. 1798 BC – 1775  a.  C. (cronología corta) o 1860-1837  a.  C. (cronología media), fue el décimo rey de la 1ª dinastía de Isin, reinó durante 24 años, según la Lista Real Sumeria. Es conocido por su legendaria y, quizá, apócrifa manera de ascensión.

## Biografía
Un cierto Ikūn-pî-Ištar está registrado como gobernante durante 6 meses o un año, entre los reinados de Erra-Imitti y, según dos copias de una crónica.
La hegemonía sobre Nippur fue fugaz, pasando el control de la ciudad entre Isin y Larsa varias veces. También se separó Uruk, durante este reinado, y como su poder se derrumbó, él pudo haber redactado la Crónica de los primeros reyes para proporcionar una historia legendaria de su sucesión, en lugar del vulgar acto de usurpación que probablemente tuvo lugar. En ella, se cuenta que Erra-Imittī eligió a su jardinero, Enlil-bani, y le entronizó, colocando la tiara real sobre su cabeza. Luego, Erra-Imittī murió, mientras comía avena caliente, y Enlil-bâni, en virtud de su negativa a abandonar el trono, se convirtió en rey.